# هلیکس (اورگن)
هلیکس (به انگلیسی: Helix) شهری در شهرستان یومتیلا ایالت اورگن است و در سرشماری سال ۲۰۱۱ میلادی، ۱۸۴ نفر جمعیت داشته که نسبت به سال ۲۰۱۰، ۰٫۵۴ درصد رشد جمعیت داشته‌است.

## موقعیت جغرافیایی
موقعیت جغرافیایی شهرها و مناطق اطراف به شرح زیر است: